# Resistência da Guiné-Bissau - Movimento Bafatá
O Movimento Resistência da Guiné-Bissau-Movimento Bafatá (RGB-MB), é um partido político na Guiné-Bissau. Outrora a principal organização da oposição no país, hoje é um partido menor sem representação parlamentar.

## História
O partido foi criado como Movimento Bafatá em Portugal em 27 de julho de 1986 por Domingos Fernandes Gomes depois que seu amigo de infância Viriato Rodrigues Pã foi executado junto com outros cinco acusados de tentar derrubar o regime de João Bernardo Vieira.  Com a organização ganhando apoio da grande população de guineenses expatriados em Portugal, o governo do PAIGC iniciou tentativas de assassinar a liderança do RGB.  Em 1991, adotou seu nome atual. Quando a política multipartidária foi introduzida no início dos anos 90, as eleições gerais de 1994 viram o RGB se tornar o maior partido de oposição ao PAIGC na Assembleia Nacional Popular, conquistando 19 dos 100 assentos. Fernandes terminou em terceiro nas eleições presidenciais com 17% dos votos. Nas eleições gerais de 1999, o RGB ganhou outros 10 assentos, tornando-se a oposição ao novo partido no poder, o Partido da Renovação Social. Salvador Tchongó foi indicado como candidato do partido à presidência, mas terminou em nono lugar com apenas 2% dos votos. O partido ingressou em um governo de coligação, mas desistiu em janeiro de 2001, depois de alegar que não foi consultado sobre uma remodelação do gabinete. Problemas internos surgiram quando Zinha Vaz deixou o RGB para ajudar a criar a Plataforma Unida  em 2003. O partido perdeu todos os seus assentos nas eleições legislativas de 2004 e não contestou as eleições em 2005, 2008, 2009 ou 2012.  O partido voltou à política ativa quando contestou as eleições legislativas de 2014, mas recebeu apenas 1,6% dos votos e não conseguiu um assento.